# Massicus suffusus
Massicus suffusus är en skalbaggsart som beskrevs av J. Linsley Gressitt och Yves Rondon 1970. Massicus suffusus ingår i släktet Massicus och familjen långhorningar.
Artens utbredningsområde är Laos. Inga underarter finns listade i Catalogue of Life.